# Mario Ridolfi
Mario Ridolfi (Roma, 5 maggio 1904 – Terni, 11 novembre 1984) è stato un architetto italiano.

## Biografia
Nasce a Roma da una famiglia artigiana dell'edilizia. Dal 1918 al 1924, dopo aver concluso le Scuole Inferiori, lavora presso un ingegnere frequentando, nello stesso tempo, le Scuole serali ad indirizzo edile.
Nel 1924 si iscrive alla Scuola Superiore di Architettura di Roma, dopo aver vinto la borsa di studio di Architettura.
Nel 1929 si laurea con il progetto per una Colonia Marina a Castel Fusano, presso Roma.

Edificio postale di Roma Nomentano, 1935
piazza Bologna, Roma

L'attività progettuale di Ridolfi comincia negli anni trenta quando inizia a lavorare partecipando ai molti concorsi con i quali si vuole progettare la nuova Roma del regime fascista fino a vincere, nel 1932, quello per l'Edificio postale di Roma Nomentano con gli ingg. Mellucci e Mannajuolo a piazza Bologna.
L'edificio è uno degli esempi più significativi del Razionalismo italiano, come le altre due palazzine romane per unità abitative di via di Villa Massimo (1937) e di via S. Valentino Colombo (1938) e l'Istituto Tecnico Bordoni di Pavia (1935), nel quale si registra la collaborazione di Konrad Wachsmann. La formazione di Ridolfi è però, per il percorso che ha seguito e per l'ambiente nella quale si è sviluppata, legata alla tradizione, anche se aperta al Movimento Moderno, che costituisce la forma di espressione quasi temporanea, una varietà nella definizione dello spazio architettonico».
Gli anni della guerra vedono impegnato l'architetto in ricerche sul progetto e sulle tecniche costruttive, studi che confluiranno nel Manuale dell'architetto (1945-1946).
Nel dopoguerra egli aderirà in pieno alla corrente definita del Neorealismo architettonico che ha l'aspirazione a rileggere in chiave moderna i valori del passato, le sue tecniche, i materiali e i particolari architettonici, tendendo a ricreare un ideale spazio architettonico e abitativo tipico dell'ambiente costruito del borgo. La rappresentazione simbolo della dottrina neorealista è il l'intervento presso il quartiere Tiburtino a Roma, che vede impegnati Ridolfi e Quaroni, tra il 1949 e il 1954, assieme ad una certa ideologia dell'INA-Casa che ben sposa questa visione dell'architettura, legata a temi etici e sociali del luogo. Dello stesso valore architettonico sono, negli stessi anni, le Torri INA in viale Etiopia a Roma (1951), Casa Pallotta e Casa Chitarrini a Terni, opere tra le più rappresentative realizzate nel cuore del centro storico di questa città.
Si apre poi il cosiddetto ciclo delle Marmore, una nuova stagione creativa legata alla località, nei dintorni di Terni, nella quale l'architetto si ritira negli anni sessanta a seguito di un incidente stradale. Costretto a una lunga degenza, subisce diverse operazioni che non gli restituiscono tuttavia la perfetta funzionalità delle gambe.
Appartengono a questo periodo opere che portano ad una modificazione delle strutture rigorose della rappresentazione architettonica e ad una rielaborazione delle forme e dei materiali. Tra essi da citare sono i progetti per il Motel Agip a Settebagni, le ville del cosiddetto "ciclo delle Marmore", in particolare la "Casa Lina", e gli studi per gli uffici del Comune di Terni. Quest'opera, il cosiddetto "Uovo", è l'ultima di ampio rilievo alla quale Ridolfi ha lavorato prima della morte sopraggiunta nel 1984.
Da ricordare è anche il suo importante contributo alla manualistica tecnica alla quale egli lavora durante il periodo della guerra, e il cui frutto è il Manuale dell'architetto (1945-1946).
Questo campo di ricerca, in cui egli trasferisce la sua particolare metodologia di analisi del progetto e della costruzione, mostra un Ridolfi ben lontano da quell'ambito di artigianato romantico e popolaresco in cui molta critica lo ha riduttivamente relegato, ma come un sostenitore di un “fare scientifico” che è un tratto caratteristico dell'anima del Movimento Moderno.
Morì suicida a Marmore, frazione di Terni, l'11 novembre 1984.

## Opere

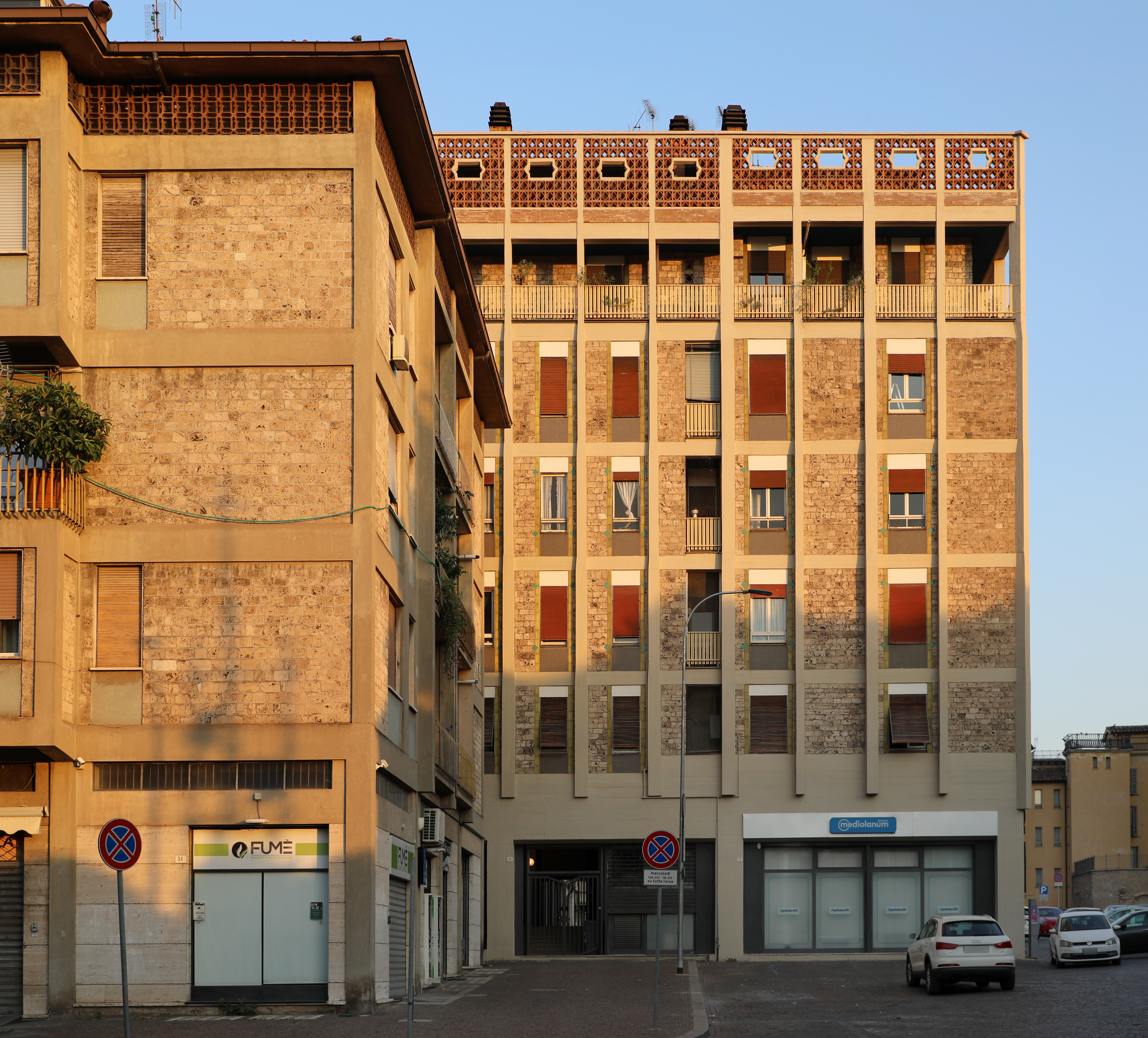
Casa Franconi a Terni (1959-1960)

- Progetto di una torre dei ristoranti (1928)
- Fontana dello Zodiaco in piazza Tacito a Terni (1932-1936)
- Edificio postale di Roma Nomentano (1932) con l'ing. Mellucci Luigi  e Mannajuolo Giuseppe
- Tomba di Enrico Lattes (1934)[4]
- Istituto Tecnico Bordoni di Pavia (1935)
- Casa del Balilla a Potenza (1933-1937)
- due palazzine quella di via di Villa Massimo  e quella di via S. Valentino Colombo a Roma (1937-1938)
- Casa civile a Milano, in viale Tunisia 21 (1938)
- progetto con Vittorio Cafiero per il Palazzo dell'Africa Italiana, oggi Palazzo FAO, a Roma
- progetto di concorso per il fabbricato di testa della stazione di Roma Termini (1947)
- quartieri INA-Casa di Terni (1949)
- Case Luccioni e Chitarrini a Terni (1949-1952)
- Quartiere INA-Casa a Cerignola  (1950)
- Quartiere INA-Casa Tiburtino a Roma (1950-1951)
- Torri INA-Assicurazioni in viale Etiopia a Roma (1952)
- sopraelevazione Alatri le palazzine Zaccardi, Mancioli e INAIL, a Roma (1950-1954)
- Case INCIS di via Tommaso Cannizzaro a Messina (1952)
- Scuola media Leonardo Da Vinci, a Terni (1952-1961)
- Rinnovamento e sopraelevazione del villino Astaldi a Roma (1955-1956)
- Quartiere INA-Casa in via Campegna a Napoli (1956)
- Quartiere Villaggio Coordinato INA-Casa a Treviso (1956-1958)
- Edificio a torre INA-Casa in via Tiglio a Napoli (1956-1959)
- Casa Staderini e Case Franconi a Terni (1959–1960)
- scuola Materna di Poggibonsi e di Ivrea Olivetti,  (1960)
- edifici carcerari di Nuoro e Cosenza (1954-1963)
- Casa Lina, a Marmore (Terni) (1966)
- progetto di un Motel Agip a Settebagni (Roma) (1968-1969)
- progetto di un Motel Agip a Belgrado (1969-1970)
- complesso Fontana, a Terni (1959-1966)
- Casa Pallotta, a Terni (1960-1964)
- Casa Briganti, a Terni (1959-1966)
- progetto per gli uffici del Comune di Terni, il "bidone o l'“Uovo” (1963-1970)
- Casa Lana, a Cesi Terni (1973-1976)
- Alloggi popolari ISES, Foggia (1964-1969)

## Archivio
Il fondo Mario Ridolfi  è conservato presso l'Accademia nazionale di San Luca.

## Riconoscimenti
Nel 1953, l'Accademia dei Lincei gli ha assegnato il Premio Feltrinelli per le Arti.